# Mario Giacomelli
Pour les personnes ayant le même patronyme, voir Giacomelli (homonymie).
Mario Giacomelli (1er août 1925, Senigallia, Italie - 25 novembre 2000, même lieu) est un peintre, poète et photographe italien.

## Biographie
Il naît en 1925 dans les Marches, en Italie. En 1934, son père meurt. Sa mère doit travailler comme blanchisseuse dans un hospice de vieillards.
Lui-même commence à travailler dès 1938 dans une imprimerie. Il se passionne pour les caractères typographiques. Durant la guerre, l'imprimerie est détruite. Il la reconstruit, en devient propriétaire et y poursuit son activité d'imprimeur. Pendant son temps libre, il peint des compositions abstraites.
Il se lance aussi avec un grand intérêt dans la poésie et dans la course automobile.
En 1952, un accident durant une course le convainc d'abandonner cette passion. En 1954,, avec son premier appareil photo acheté fin 1953, toujours imprimeur, il devient photographe autodidacte le weekend. Il ressent tout de suite un lien entre cette activité et sa pratique de peintre. Il bricole son appareil, et met en place chez lui un laboratoire de développement photographique.
Il rencontre et côtoie Giuseppe Cavalli qui réside à Senigallia depuis 1939 et promeut la photographie par ses écrits. Autour de lui s'est constitué un groupe de photographes originaires de la région : le Groupe MISA. Il rejoint ce groupe MISA.
Mario Gacomelli retourne à l'hospice où sa mère a travaillé et y réalise des photographies pendant plusieurs années (Vie d'hospice). Il photographie aussi des paysages et des natures mortes, ainsi que des sujets autres, au hasard. En 1955, il remporte un premier prix à une exposition de Castelfranco Veneto. Il entreprend, seul, des voyages rapides à Scanno, Peschici et Lourdes. Il s'éloigne peu de sa ville natale.
Au début des années 1960, dans une série restée célèbre, il photographie des séminaristes  qui jouent dans la neige, et qui deviennent à travers ces quelques photos un sujet presque abstrait,,. « Ce n'était pas la réalité qui m'intéressait mais le mouvement. L'important c'est d'être sensible à ces gens qui grandissent en âge et restent des enfants. » explique-t-il sur cette série. En 1964, John Szarkowski, responsable du département de Photographie du MoMA de New York, lui achète des photos puis en expose dans le cadre de l'exposition The Photographer's Eye.
Un an après, il suit durant une année une famille de paysans (les saisons, les récoltes, les fêtes, etc.). Puis, il réalise à nouveau des visites à l'hospice et modifie le titre de son travail sur ce sujet : Verrà la morte e avrà i tuoi occhi [La Mort viendra qui aura tes yeux]. Il passe à la photographies en couleur en faisant le lien entre la photographie, la poésie et la peinture abstraite. De 1969 à 1980, il s'intéresse notamment à l'abstraction lyrique. Il continue d'écrire des poèmes lyriques et travaille à un récit, Rêve.
Il meurt en novembre 2000, à 75 ans, d'un cancer, dans sa ville natale,.

## Prix et récompenses
- 1995, Prix culturel de la Société allemande de photographie

## Séries
Après 1971 :
- 1971-1973 : Caroline Branson
- 1976-1981 : Poetic Space
- 1981-1983 : Non fatemi domande.
- 1984-1987 : The Sea of My Story (Il mare dei miei racconti)
- 1985-1987 : Ninna Nanna
- 1986-1992 : The Theatre of Snow (Il teatro della neve)
- 1986-1988 : Infinite,
- 1987-1988 : To Silvia,
- 1994-1995 : Happiness attained… (Felicità raggiunta, si cammina…) (La notte lava la mente) poèmes de Mario Luzi.
- 1997-1999 : Exile (Bando)
- 1998-2000 : My Whole Life (La mia vita intera), poèmes de Jorge Luis Borges.

## Expositions importantes
- 1964 : The Photographer’s Eye, exposition collective au MoMA de New York incluant certains de ses clichés
- 1973 : International Cultureel Centrum Meir (Canada)
- 1975 : Victoria and Albert Museum à Londres
- 1980 : Light Gallery de New York
- 1980 : Centro Studi e Archivio della Comunicazione à l'université de Parme
- 1982 : 20th centhury Photographs au MoMA de New York puis au Seibu Museum of Art à Tokyo.
- 2010 : Chapelle du Méjan dans le cadre des  Rencontres d'Arles.
- Exposition permanente au musée Pouchkine de Moscou.
- 2016 : Mario Giacomelli. Empreintes italiennes Orangerie des musées de Sens (Yonne/France)
- 2021 : Mario Giacomelli: Figure/Ground au Getty Center de Los Angeles.

## Publications (extrait)
- Nouvelles frontières, le paysage dans la photographie contemporaine, textes de François Cheval, Sylvain Besson, Suzanne Carrel-Lantelme, Nelly Déprés, photographies de Claire Chevrier, Lewis Baltz, Bertrand Meunier, Mario Giacomelli, Musée départemental du Bugey-Valromey, Musée Nicéphore-Niépce, Libel, 2009
- Mario Giacomelli. Le Noir attend le blanc, textes de Christian Caujolle, Alistair Crawford, Goffredo Fofi, Simone Giacomelli, Alessandra Mauro, Paolo Morello, Fernandino Scianna et Roberta Valtora, traduit de l’italien par Marguerite Pozzoli et Daniel de Bruycker, Actes Sud, 2010
- Mario Giacomelli. Under the skin of reality, textes de Mario Giacomelli et Katiuscia Biondi Giacomelli, 24ore cultura, Milano, 2011 / Schilt Publishing, Amsterdam, 2015
- Mario Giacomelli. Je ne suis pas photographe, je ne sais pas le faire, textes de Mario Giacomelli et Katiuscia Biondi Giacomelli, Contrejour, 2016